# Soucy (Aisne)
Soucy è un comune francese di 92 abitanti situato nel dipartimento dell'Aisne della regione dell'Alta Francia.

## Società

### Evoluzione demografica
Abitanti censiti